# باتريك بال
باتريك بال (بالإنجليزية: Patrick Ball)‏ هو مهندس أمريكي، ولد في 26 يونيو 1965.